# شبینگتون
شبینگتون (به انگلیسی: Shabbington) یک روستا و محله مدنی در بریتانیا است که در الزبری ول واقع شده‌است. شبینگتون ۴۸۶ نفر جمعیت دارد.